# ريان (اسم)
ريان (بالعربية: ريان رايان)، ويكتب أيضًا ريان، أو ريان، أو رايان، أو رايان، أو رايين، هو اسم أول مختلط.
ريان هو اسم هجين بين حضارتين مختلفتين، الفارسية والسلتية: من أصل عربي، يأتي "ريان" من صفة ريان والتي تعني لامع، مزدهر، جميل؛ من أصل سلتي، تعني كلمة "ريان" جهازًا، ويمكن ترجمتها إلى "ملك". أدى اجتماع شعبين هندو أوروبيين، كان لديهما كلمتان متقاربتان في الصوتيات ولكن بمعاني مختلفة جدًا، إلى ظهور هذا الاسم الأول.
وبصورة مبتذلة، وبما أنه لا يحمل معنى حقيقيًا، يمكن ترجمته إلى "الملك المزدهر"، والذي من شأنه أن يتوافق مع صفة "مهيب".
في الإسلام، ريان (بمعنى: من يسقي ريان) هو اسم أول مأخوذ من الريان، باب الجنة الذي يدخل منه الصائمون.
ريان هو اسم علم مذكر من أصل عربي، ومعناه هو المرتوي بعد عطش الذي شرب حتى ارتوى الأخضر الناعم من أغصان الشجر فعله راوي روى يروي فهو ريوان ثم صار ريان قال النبي محمد « إن في الجنة بابًا يقال له الريان يدخل منه الصائمون يوم القيامة، لا يدخل منه أحد غيرهم فإذا دخلوا أغلق فلم يدخل منه أحد».

## شخصيات تحمل الاسم
- ريان بابل (لاعب كرة قدم هولندي، 19 ديسمبر 1986[2] – )
- ريان برتراند (لاعب كرة قدم إنجليزي، 5 أغسطس 1989[3] – )
- ريان تيدير (26 يونيو 1979 – )
- ريان جونسون (17 ديسمبر 1973[4] – )
- ريان شوكروس (لاعب كرة قدم إنجليزي، 4 أكتوبر 1987[5] – )
- ريان غيغز (29 نوفمبر 1973[6][7] – )
- ريان فيليب (ممثل أمريكي، 10 سبتمبر 1974[8] – )
- ريان كوانتن (ممثل أسترالي، 28 نوفمبر 1976[9] – )
- ريان لوكتي (سباح أمريكي، 3 أغسطس 1984[10] – )
- ريان نيلسن (لاعب كرة قدم نيوزلندي، 18 أكتوبر 1977 – )
- ريان شعبان (لاعب مصارعة أذرع أردني، 22 ديسمبر 2000 _ )

## وصلات خارجية
- موسوعة السلطان قابوس لأسماء العرب نسخة محفوظة 5 أبريل 2019 على موقع واي باك مشين.